# وادي السرة
وادي السُّرّة هو أحد أودية شبه الجزيرة العربية، ويقع في منطقة الرياض بالمملكة العربية السعودية. يبلغ طول الوادي 230 كم ومتوسط انحداره 0,9 م / كم. ينبع من جبل العلم، ويصب في وادي الركا. من أهم روافده وادي السرداح.